# Bernhard von Merveldt
Bernhard von Merveldt (* 15. Jahrhundert; † um 1510) war Domherr in Münster.

## Leben
Bernhard von Merveldt entstammte dem westfälischen Adelsgeschlecht von Merveldt, das seinen namensgebenden Stammsitz in Merfeld hat und aus dem zahlreiche namhafte Persönlichkeiten hervorgegangen sind, darunter 22 Domherren in den Bistümern Münster, Paderborn, Osnabrück und Hildesheim. Seine genaue genealogische Herkunft ist nicht belegt. Ebenso gibt die Quellenlage keinen Aufschluss über sein Leben. Bekannt ist, dass er vor dem 20. November 1510 verstorben ist und der Papst die vakante Dompräbende an Johann Ingenwinkel verliehen hat. Dieser resignierte jedoch kurze Zeit darauf und das Kanonikat des verstorbenen Bernhard von Merveldt ging an Bernhards Verwandten Gottfried von Merveldt.